# 蔣大鴻
蔣大鴻（1616年—1714年），名珂，字平階，又名諸生、雯階，號宗陽子，門人稱其「杜陵夫子」。明末清初的著名風水師、堪輿學家，亦為有名詩人。世代居於江南松江府華亭張澤（今上海市松江區張澤鎮）。

## 生平
蔣大鴻幼年喪母，中年喪父。初隨父安溪公習形家風水。後經多番引證，發覺很多不妥當的地方，但卻不知如何改正。
後機緣巧合，得無極子傳授玄空風水，恍如茅塞頓開。之後再集各家之法，加以融會貫通，先後習吳天柱水龍法、武夷道人陽宅法等。如此十年後，蔣氏開始四處遊歷，引證所學風水，再十年，才完全掌握玄空風水之真諦，成為中國風水一代宗師。
晚年的蔣大鴻在紹興山耶溪定居。姜垚《從師隨筆》：康熙五十三（甲午1714）年，為東關人沈孝子葬親。死後葬於若耶溪樵風涇。亦有一說，云蔣氏墓穴在紹興府會稽縣，東南距城約十餘里石帆山下的林家匯。以此資料計算，蔣氏享壽至少九十八歲。

## 詩詞
蔣大鴻早年曾跟雲間派陳子龍學習詩詞，亦有名望，後人亦稱蔣氏為詩詞中雲間派的代表人物之一。
蔣氏詩詞帶濃烈感情抒發風格。及明亡後，其風格則每多重於亡國之情。

### 詩詞著作
《支機集》(與門人沈億年、周積賢等合著）

## 蔣大鴻與政權
由於生於明朝亡國之時，蔣氏對亡國有深切感受。明亡時，曾投隆武帝，獲授兵部司務，後升為御史。後明亡，蔣氏亦不再從官，全心投放於風水及詩詞中。
康熙十七年時，朝廷開史局，徵有博學鴻詞的文人。當時有人上表舉薦蔣大鴻，但蔣氏推辭。

## 著作
- 《地理辨正》
- 《字字金》
- 《水龍經》
- 《天元五歌》
- 《天元餘義》
- 《歸厚錄》
- 《古鏡歌》
- 《陽宅得一錄》
- 《陽宅指南》
- 《陽宅三格辨》
- 《地理辨正補義》
- 《相地指迷》

## 蔣大鴻的門人
蔣大鴻門人有：
姜垚（會稽人，字汝臬，號堯章，著《從師隨筆》、《青囊奧語注》、《平砂玉尺辨偽歌》，
張仲馨（丹陽——今江蘇省丹陽市人，孝廉），
駱士鵬（今江蘇丹徒縣人），
呂相烈（山陰人，文學，因求蔣大鴻為蔔母墳，而與蔣定交，其再從叔呂師濂，弟洪烈亦從之。），
武陵胡泰徵，
畢世持（淄川人、解元），
姚恒洪，
王濟善，
李衡等人

## 歷史中的蔣大鴻
由於蔣大鴻亦算是明末抗清之臣，因此其生平事跡，雖然有清之府志縣志的記載，但也不算詳盡：

### 《紹興府志》
及明亡，唐王僭號於閩。平階赴之，授兵部司務，晉御史，抗疏核鄭芝龍跋扈。福建破，遂亡命，服黃冠，假青烏之術，浮沉於世。東至齊魯，登泰岱，謁曲阜，轉徙吳越間，樂會稽山水，遂家焉。康熙十七年，朝廷開史局。征博學鴻詞，故人欲為平階地，亟馳書止之。平階詩文詳瞻典麗，宗雲間派，以西京盛唐為要歸。於書宏覽，洞究無遺。好談幾社軼事，感慨跌宕，滾滾不能休。酒闌燭灺，涕淚隨之，聞者服其才而哀其志焉。著書十餘種，卷以百計，歿後皆散落無存。遺命葬若耶之樵風涇。

### 《華亭縣志》
蔣平階，字大鴻。居張澤、爾揚猶子。嘉善籍諸生，崇禎間，在幾社有聲。乙酉亡去，赴閩。唐王授兵部司務，晉御史，劾鄭芝龍跋扈，人鹹壯之。閩破，服黃冠亡命。假青烏術，游齊魯，轉徙吳越，樂會稽山水，遂止焉。卒，遺命葬若耶之樵風涇。平階少從陳子龍游，詩文詳瞻典麗。凡天文、地理、陰陽、歷數之書，洞究無遺。尤諳兵法，時遇權閹，未展所學，晚益精堪輿。康熙間，有欲以博學鴻詞薦者，大鴻亟止之。好談幾社軼事，感慨跌蕩，涕淚隨之，聞者哀其志焉。

### 《松江府志》
蔣平階，字大鴻。明諸生，年十八，從陳黃門游，詩文日益有名，性豪雋，有古義俠風。晚業堪輿，精其術。今言三元法者，皆宗平階。

### 《藝海珠塵》
子部藝術類《地理古鏡歌》篇首題：
大鴻，字平階，又號宗陽子，江南華亭人。明亡，唐王僭號，授兵部司務，歷御史。福建破，遂亡命。入務本朝，其友欲以博學鴻儒薦，大鴻止之。卒於紹興。著書十餘種，卷以百計，皆散失。
書後有戴鴻之識云：「吾君平階蔣公得無極真人玉函之秘，遂注地理辨正一書，悉本黃石、楊、曾之授，其旨深矣，惜言多隱而不發。於是作天元五歌、天元余義及集評水龍經四卷，則顯而見焉。雖皆不外無極之傳，然猶覺其糟粕耳。去歲孝廉方正陳子禮園，酷嗜秘書，家藏多本，又偏覓蔣氏遺書，內得古鏡歌五十餘首；乃蔣公得口授真傳之後，又搜括余蘊而作也。其歌，始則細辨龍水之純雜吉凶，繼則闡明先、後天八卦之精義，以推斷休咎。由大及小，以至田角、灰塘，一無遺漏。誠玉函之至秘，堪輿家之圭臬也。」

### 《全清詞抄》
蔣平階，原名階，一名雯階，一字斧山。江南華亭人，明諸生，有《支機集》。

### 《清史稿·列傳》
蔣平階，字大鴻，江南華亭人。少孤，其祖命習形家之學，十年，始得其傳。偏證之大江南北古今名墓，又十年，始得其旨；又十年，始窮其變。自謂視天下山川土壤，雖大荒內外如一也。遂著地理辨正，取當世相傳之書，訂其紕繆，析其是非，惟尊唐楊筠松一人，曾文辿僅因筠松以傳。其於廖瑀、賴文俊、何溥以下，視之蔑如。以世所惑溺者，莫甚於平砂玉尺一書，斥其偽尤力。自言事貴心授，非可言罄，古書充棟，半屬偽造。其倡言救世，惟在地理辨正一書。後復自抒所得，作天元五歌，謂此皆糟粕，其精微亦不在此，他無秘本。三吳兩浙，有自稱得平階真傳及偽撰成書指為平階秘本者，皆假託也。從之學者，丹陽張仲馨，丹徒駱士鵬，山陰呂相烈，會稽姜堯，武陵胡泰征，淄川畢世持，他無所傳授。姜垚注青囊奧語及平砂玉尺辨偽，總括歌，即附地理辨正中。平階生於明末，兼以詩鳴。清初諸老，多與唱和。地學為一代大宗，所造羅經，後人多用之，稱為「蔣盤」云。

## 延伸阅读
[在维基数据编辑]
 在维基文库阅读此作者作品
 《清史稿·卷502》，出自趙爾巽《清史稿》